# Echinargus alce
Echinargus alce är en fjärilsart som beskrevs av Edwards 1871. Echinargus alce ingår i släktet Echinargus och familjen juvelvingar. Inga underarter finns listade i Catalogue of Life.